# Paul Schwartz (Geistlicher)

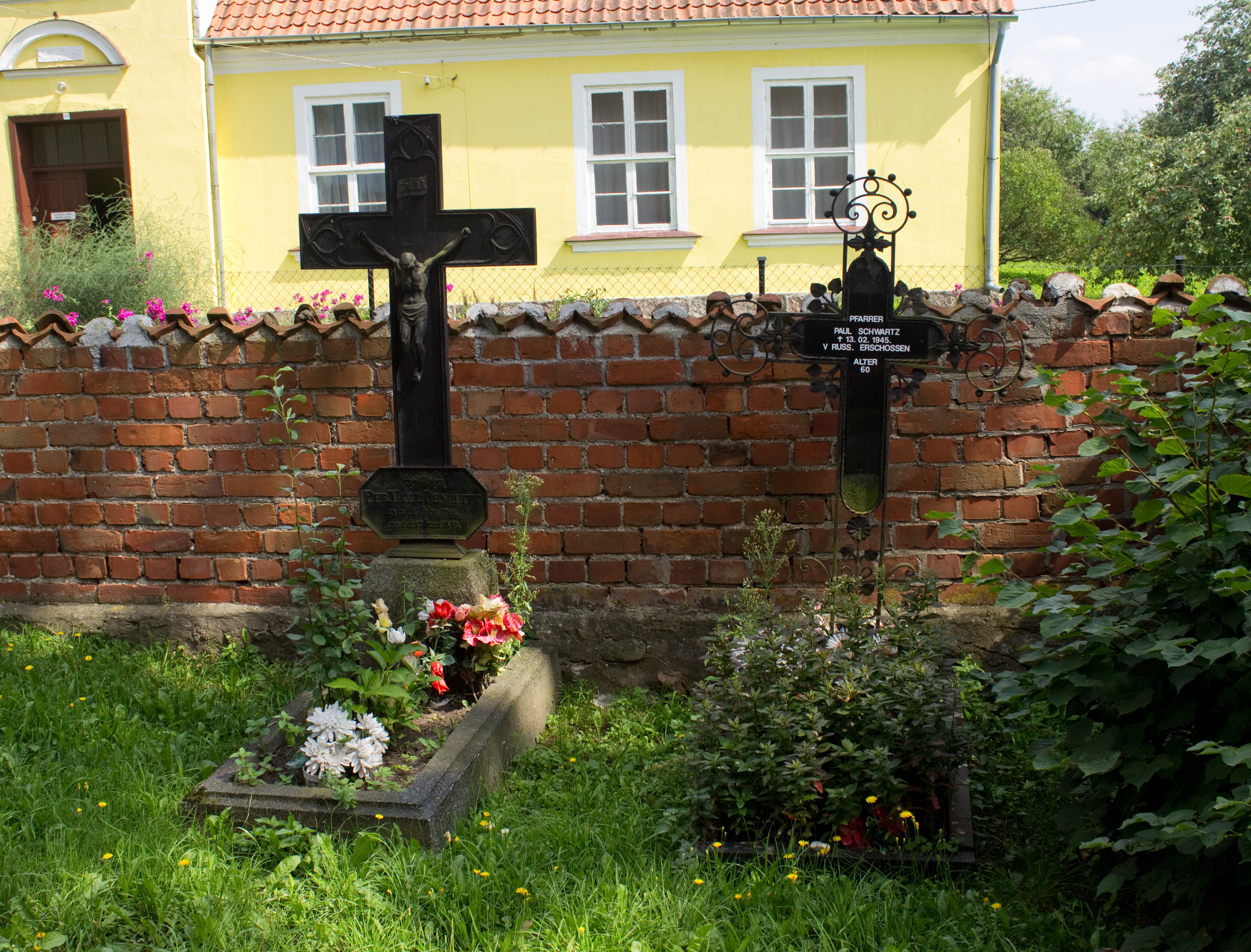
Das Grab in Żegoty (rechts)

Paul Schwartz (* 3. März 1878 in Heilsberg; † 12. Februar 1945 in Siegfriedswalde) war ein deutscher römisch-katholischer Geistlicher und Märtyrer.

## Leben
Paul Schwartz, Sohn eines Kürschners, erlebte als 14-Jähriger die Ermordung seiner Pflegeeltern. Er legte das Abitur in Braunsberg ab, studierte Theologie am Lyceum Hosianum ebenda und wurde am 8. Februar 1903 in Frauenburg zum Priester geweiht. Die Stationen seines Wirkens waren: Kaplan in Groß Köllen, ab 1905 in Elbing, ab 1911 Kurat in Bażyny/Basien (Kreis Braunsberg), dort ab 1922 Pfarrer und ab 1928 Pfarrer in Siegfriedswalde (südöstlich Heilsberg). Damit verbunden war der Titel „Geistlicher Rat“. Wegen seiner Polenseelsorge musste er 1940 ein Verhör der Gestapo erleiden. Am 12. Februar 1945 wurde er von plündernden Rotarmisten erschossen.

## Gedenken
Die Römisch-katholische Kirche in Deutschland hat Paul Schwartz als Märtyrer aus der Zeit des Nationalsozialismus in das deutsche Martyrologium des 20. Jahrhunderts aufgenommen.